# 欧比尼-莱克卢佐
欧比尼-莱克卢佐（法語：Aubigny-Les Clouzeaux，法語發音：[obiɲi le kluzo]）是法国卢瓦尔河地区大区旺代省的一个市镇，位于该省中部，省会永河畔拉罗什西南大约10公里，属于永河畔拉罗什区和永河畔拉罗什城市圈公共社区。

## 历史
欧比尼-莱克卢佐成立于2016年1月1日，由相邻的欧比尼和莱克卢佐两个市镇合并而成，欧比尼为政府驻地。

## 地理
欧比尼-莱克卢佐（46°35'50"N, 1°27'9"W）面积52.28 平方千米，位于法国卢瓦尔河地区大区旺代省，该省份为法国西部沿海省份，北起大西洋卢瓦尔省和曼恩-卢瓦尔省，西临大西洋，南至滨海夏朗德省，东部及东南部与德塞夫勒省接壤。
与欧比尼-莱克卢佐接壤的市镇（或旧市镇、城区）包括：拉布瓦西耶尔-德朗德、内米、尼约勒勒多朗、永河畔拉罗什、沃南索、朗德龙德、圣弗莱沃德卢、莱克卢佐。
欧比尼-莱克卢佐的时区为UTC+01:00、UTC+02:00（夏令时）。

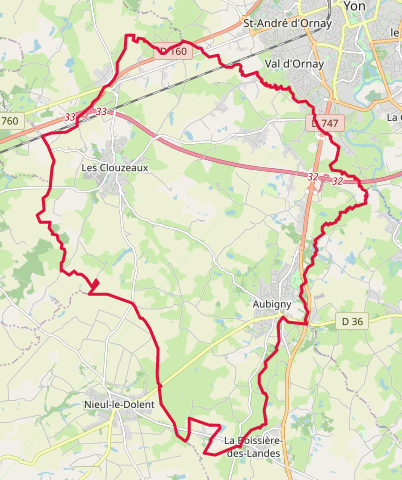
欧比尼-莱克卢佐的OSM定位图

## 行政
欧比尼-莱克卢佐的邮政编码为85430，INSEE市镇编码为85008。

## 政治
欧比尼-莱克卢佐所属的省级选区为永河畔拉罗什第二县。

## 人口
欧比尼-莱克卢佐于2022年1月1日时的人口数量为7129人。